# Мерсінський порт
Порт Мерсін (тур. Mersin Limanı, також відомий як англ. Mersin International Port, MIP) — великий порт, розташований на північно-східному узбережжі Середземного моря — у місті Мерсін на півдні Туреччини. Це другий за величиною порт країни після Амбарлі поблизу Стамбула. 11 травня 2007 року право на проведення операцій у порту, що належало Турецьким державним залізницям (TCDD), було передано на термін 36 років консорціуму PSA-Akfen. 

## Опис
До порту веде залізнична гілка Адана — Мерсін, яка є однією з найбільш завантажених у країні. При цьому, сама залізнична інфраструктура в порту Мерсін вважається однією із кращих у Туреччині, нарівні з іншим портом — у Деріндже. У порту побудовані 4 залізничні рампи, а вантажні контейнери можуть оброблятися без необхідності їх шунтування. П'ять причалів у Мерсіні мають пряме залізничне сполучення: навантаження і розвантаження суден може здійснюватися на них безпосередньо.
Порт у Мерсіні обладнаний для прийому вантажів як навалом, так і в контейнерах; окрім того, можливі і ролкерні перевезення різними типами суден — включають пороми, вантажні судна та баржі. У порту є і кілька нафтових терміналів. Найближчий міжнародний аеропорт знаходиться в Адані — за 50 км від порту. Через порт також здійснюється пасажирський потік, перевозиться худоба й зерно.
Крім того, у порту Мерсіна розташовані поштове відділення, готель, пральня, аптека, душові кімнати, ресторани, лікарні, банки, майстерні по авторемонту — все це дозволяє йому максимально полегшити роботу персоналу і команд суден. Сам порт є одним із найбільш важливих у Середземномор'ї: він забезпечує імпортно-експортні операції для всієї південно-східної Анатолії, а також є транзитним центром для торгівлі із країнами Близького Сходу. Реалізація проєкту «The Southeastern Anatolia Project» (Güneydoğu Anadolu Projesi, GAP) значно розширить важливість порту у Мерсіні.
АЕС «Аккую», що будується за участі Росатому, розташовуватиметься поблизу Мерсінського порту.

## Історія
Станом на 1841 рік сам Мерсін був невеликим рибальським селищем: він статечно розростався і в 1865 році став містом. Відкриття в 1886 році залізниці Адана-Мерсін призвела до якісного збільшення можливостей для перевалки вантажів: обсяги вивантаження і завантаження суден зросли в багато разів. Незабаром у Мерсіні з'явився і Митний причал.
У зв'язку зі швидким зростанням морської торгівлі, потрібна була серйозна зміна до підходів з управління портом. І 29 серпня 1927 року агентство Seyrisefa, Мерсінська торгова палата і місцева влада організували компанію «Mersin Liman Şirketi» (Мерсінська портова компанія) з капіталом у 200 000 турецьких лір.
У 1942 році інфраструктура порту була серйозна пошкоджена в результаті стихійних лих: при прийнятті рішення про відновлення було також вирішено і націоналізувати порт, а приватну компанію — ліквідувати. У тому ж році було створено підрозділ Турецька державна залізниця (TCDD) з капіталом 400 000, якій — рішенням Ради міністрів від 14 травня 1942 року — і був переданий порт.
Будівництво сучасного порту почалося у травні 1954 року, воно велося компанією «Royal Dutch Harbor Construction Company». Порт, з усією оновленою інфраструктурою, був уведений в експлуатацію у 1962 році. 11 травня 2007 року право на проведення операцій у порту, що належало Турецьким державним залізницям (TCDD), було передано на 36 років консорціуму PSA-Akfen.

## Місія
На думку адміністрації самого порту, місія підприємства полягає в тому, щоб бути «кращим портовим оператором» у всьому Східному Середземномор'ї і мати репутацію компанії, яка «встановлює успішні партнерські відносини» і надає своїм клієнтам «першокласний сервіс». Бачення майбутнього для керівництва підприємства полягає в тому, щоб, знову ж таки, стати провідним портовим оператором у Східному Середземномор'ї — цієї мети передбачається досягти завдяки «постійним інноваціям, які використовують найсучасніші технології» та «налаштовують» послуги порту під потреби клієнта.
Основні цінності підприємства зводяться до взаємної довіри: компанія стверджує, що вірить у встановлення взаємної довіри з усіма зацікавленими сторонами й що даний факт є вкрай важливим для успішного партнерства; прихильності до досконалості: порт у Мерсіні прагне надавати «найнадійніші й найкращі» послуги у своєму класі, постійно вдосконалюючи свої бізнес-процеси. До того ж компанія заохочує новаторство «для удосконалення і подолання проблеми за допомогою творчості», з увагою ставиться до людей, «цінуючи кожного члена своєї команди та надаючи їм можливості для розвитку свого потенціалу повною мірою», прагне підтримувати рівень задоволеності своїх клієнтів і допомагати їм домогтися успіху — «прислухається і відповідає» на потреби своїх клієнтів.